# Збірна Мексики з хокею із шайбою
Збірна Мексики з хокею із шайбою (ісп. Selección de hockey sobre hielo de México) — національна чоловіча збірна команда Мексики, яка представляє країну на міжнародних змаганнях з хокею. Опікується збірною Федерація хокею Мексики. Це єдина латиноамериканська команда, яка виступає на чемпіонаті світу з хокею.

## Історія
Мексика приєдналася до Міжнародної федерації хокею із шайбою у квітні 1985 року. Свій перший матч зіграли у 2000 році на чемпіонаті світу 2000 року, програвши збірній Бельгії 0:5. З того часу вони брали участь у кожному чемпіонаті світу, 2010 року Мексика приймала чемпіонат (посіли п'яте місце у групі А), в останньому чемпіонаті виступали у Групі В та посіли друге місце. З 2014 мексиканці постійні учасники хокейного турніру на  Панамериканських іграх. У дебютному розіграшу посіли друге після поразки від збірної Канади 0:7. 2017 року вперше стали на Панамериканських іграх переможцями турніру.

## Виступи на чемпіонаті світу
- 2000 — 7-е місце (група D)
- 2002 — 2-е місце Дивізіон III
- 2003 — 6-е місце Дивізіон II, Група А
- 2004 — 3-є місце Дивізіон III
- 2005 — 1-е місце Дивізіон III
- 2006 — 5-е місце Дивізіон II, Група В
- 2007 — 5-е місце Дивізіон II, Група В
- 2008 — 4-е місце Дивізіон II, Група В
- 2009 — 5-е місце Дивізіон II, Група В
- 2010 — 5-е місце Дивізіон II, Група А
- 2011 — 5-е місце Дивізіон II, Група А
- 2012 — 4-е місце Дивізіон II, Група В
- 2013 — 3-є місце Дивізіон II, Група В
- 2014 — 2-е місце Дивізіон II, Група В
- 2015 — 3-є місце Дивізіон IIB
- 2016 — 2-е місце Дивізіон IIB
- 2017 — 5-е місце Дивізіон IIB
- 2018 — 5-е місце Дивізіон IIB
- 2019 — 5-е місце Дивізіон IIB
- 2022 — 5-е місце Дивізіон IIB
- 2023 — 6-е місце Дивізіон IIB
- 2024 — 6-е місце Дивізіон IIIA
- 2025 — 1-е місце Дивізіон IIIB